# 水中処分隊
水中処分隊（すいちゅうしょぶんたい、英語: Explosive Ordnance Disposal Unit, EOD）は、海上自衛隊の部隊。地方隊の警備隊または基地隊の隷下で、海上における危険物（機雷や不発弾など）の探知・処分や水中機材の調査などを担当する。長は水中処分隊長。

## 概要

携帯用機雷探知機「ハンドソーナー」で機雷を捜索する水中処分隊員

地方隊の警備隊または基地隊の隷下で、海上における危険物（不発弾など）の探知・処分や水中機材の調査、艦艇に対する潜水作業などを行う。なお、対機雷戦は行わない（後述）。
また、災害派遣として水辺での行方不明者捜索、水害時の孤立住民輸送・行方不明者捜索にも従事する。
各警備隊または基地隊に配備された水中処分母船1号型を拠点として活動を行う。

## 来歴
従来、対機雷戦は掃海艇によって担当されてきた。しかし第二次世界大戦中の沈底感応機雷（Mk25機雷など）の普及に伴って、直接機雷を探知・処分する機雷掃討（minehunting）の必要性が高まっていた。
このことから、まず1954年（昭和29年）5月より、横須賀基地においてアクアラング（開式スクーバ）による潜水訓練が開始された。1961年（昭和36年）3月、初の水中処分隊として横須賀地方隊の横須賀防備隊隷下に、定員15名（幹部2名＋曹士13名）および支援船1隻をもって横須賀水中処分隊が編成された。その後、1967年（昭和42年）10月に呉、1977年（昭和52年）12月27日には佐世保・舞鶴・大湊の各地方隊および沖縄基地隊に水中処分隊が認められ、各地方隊への水中処分隊配備が実現した。なおこの間、1966年（昭和41年）2月4日に発生した全日空羽田沖墜落事故に際しては、掃海艇が機雷探知機で探知した目標を横須賀水中処分隊が機体と確認、遺体の揚収を行ったことから、水中処分隊の存在が広く国民に知られるようになった。
なお、水中処分隊以外にも、1965年（昭和40年）8月には2個掃海隊群司令部にそれぞれ7名編制の水中処分班が配備され、昭和42年度計画で整備を開始した380トン型掃海艇より水中処分員が定員として認められることになっている。これは、イギリス海軍のトン型掃海艇で確立された、二周波数の機雷探知機と水中処分員による機雷掃討システムの導入に伴うものであった。
2008年（平成20年）3月26日、海上自衛隊体制移行に伴い、掃海隊群司令が地方隊掃海隊及び地方隊水中処分隊の水中処分班に対しても練度管理統括者として部隊を育成、向上させる役割を担うこととなった。
先述したように、掃海艇にも水中処分員（水中処分の職種資格を保持した隊員）は乗り組んでいるため、水中処分隊は平時における機雷以外の水中爆破物対処および水中処分員や潜水員の各種訓練支援を主眼としており、水中処分母船により対機雷戦に投入されることはない。それ故に同船は自衛艦ではなく支援船籍となっている。

### 年表
- 1961年（昭和36年）3月1日：横須賀水中処分隊新編、横須賀防備隊に編入
- 1965年（昭和40年）
  - 8月16日：第2掃海隊群司令部水中処分班新編
  - 9月1日：第1掃海隊群司令部水中処分隊新編（現在は水中処分班）
- 1967年（昭和42年）10月1日：呉水中処分隊新編、呉基地警防隊に編入
- 1969年（昭和44年）3月：第1術科学校に水中処分課程開講
- 1977年（昭和52年）12月27日：佐世保、舞鶴、大湊、沖縄各水中処分隊新編、それぞれ佐世保防備隊、舞鶴防備隊、大湊警備隊、沖縄基地隊に編入
- 1999年（平成11年）9月22日：横須賀水中処分隊の新島前浜海岸一帯での爆発性危険物の回収・処理作業（1969年以降毎年実施）が30年に達した功績により防衛庁長官から第1級賞状が授与[6]
- 2001年（平成13年）7月6日：横須賀水中処分隊が開隊以来の横須賀警備区全域における海上交通の安全確保に貢献した安全功労の功績により内閣総理大臣表彰を受賞[7]
- 2025年（令和07年）3月24日：大湊地方隊の横須賀地方隊への統合に伴う部隊改編により[8]、大湊水中処分隊が横須賀地方隊隷下の函館基地隊に編入[9]。

## 部隊
- 横須賀水中処分隊 - 横須賀警備隊（横須賀地方隊：神奈川県横須賀市）
  - 水中処分母船3号

- 呉水中処分隊 - 呉警備隊（呉地方隊：広島県呉市）
  - 水中処分母船4号

- 佐世保水中処分隊 - 佐世保警備隊（佐世保地方隊：長崎県佐世保市）
  - 水中処分母船5号

- 舞鶴水中処分隊 - 舞鶴警備隊（舞鶴地方隊：京都府舞鶴市）
  - 水中処分母船1号

- 大湊水中処分隊 - 函館基地隊（大湊基地：青森県むつ市）
  - 水中処分母船2号

- 沖縄水中処分隊 - 沖縄基地隊（沖縄基地：沖縄県うるま市）
  - 水中処分母船6号